# 硫氰酸镍
硫氰酸镍是一种无机化合物，分子式Ni(SCN)2。

## 制备
硫氰酸镍可由硫氰酸和碳酸镍(II)反应得到：
NiCO3 + 2 HSCN → Ni(SCN)2 + H2O + CO2↑
反应会产生大量二氧化碳气体。将溶液浓缩可析出结晶，15℃以下析出四水合物，高于25℃则析出半水合物。半水合物在150℃脱水，得到无水硫氰酸镍。

硫氰酸镍也可由硫酸镍和硫氰酸钡（或硫氰酸钙）在水溶液中反应得到：
NiSO4 + Ba(SCN)2 → Ni(SCN)2 + BaSO4↓
NiSO4 + Ca(SCN)2 → Ni(SCN)2 + CaSO4↓

## 物理性质
硫氰酸镍可溶于水或醇，溶于水得到绿色溶液。

## 化学性质
硫氰酸镍可以和硫氰酸钾反应：
Ni(SCN)2 + 4 KSCN → K4[Ni(SCN)6]

## 配合物
硫氰酸镍可以和甲基吡啶形成配合物：Ni(SCN)2·4C6H7N。